# Andregoto Galíndez
Pour les articles homonymes, voir Galindez.
Andregoto Galíndez, morte en 972, fille du comte d'Aragon Galindo II Aznárez et de Sancha Garcés de Pampelune, est comtesse d'Aragon de 922 à 972, et reine de Navarre jusqu'en 940.

## Onomastique
Andregoto, prénom rare, se compose d'un élément basque andere : dame et d'un élément germanique gaut : Goth.

## Biographie
Elle succède à son père en 922, mais il semble qu'elle doit compter avec son frère bâtard Guntislo (en) qui s'intitule comte d'Aragon entre 922 et 933. Elle épouse García Sanchez, futur roi de Navarre sous le nom de García II. De cette union naît Sanche II de Navarre, qui unira le comté d'Aragon au royaume de Navarre.
En 940, le calife Abd al-Rahman III négocie un traité de paix avec plusieurs princes chrétiens, dont Sunyer, comte de Barcelone et impose la répudiation par García II de Navarre d'Andregoto d'Aragon, dans le but de diviser les différentes principautés chrétiennes de la péninsule ibérique.